# Хепберн, Патрик, 1-й лорд Хейлс
Патрик Хепберн (? — 1483) — шотландский барон, владелец замка Хейлс в Восточном Лотиане. Первый лорд Хейлс примерно с 1458 года.

## Биография
Сэр Патрик Хепберн был сыном сэра Адама Хепберна из Хейлса от брака с первой женой Джанет Бортвик, дочерью сэра Уильяма Бортвика (? — 1483/1484).
29 июня 1444 года Патрик Хепберн получил от Уильяма Дугласа, 8-го графа Дугласа, грамоту на владение феодом в Дансире в Южном Ланаркшире. В грамоте от 20 июля 1456 года упоминаются Патрик Хепберн, лорд Хейлс, и его братья Уильям и Джордж Хепберны.
Перед смертью своего отца в 1446 году Патрик Хепберн захватил королевский замок Данбар, где проживала вдовствующая королева Джоанна Бофорт, ставшая его пленницей. После смерти Джоанны Бофорт 15 июля 1445 года Патрик Хепберн оставил замок Данбар. 19 декабря 1450 года он получил грамоту на владения землями в Малом Ламбертоне в Берикшире.
20 декабря 1451 года Патрик Хепберн получил королевскую грамоту на титул лорда Хейлса и другие титулы и земли, которыми его предшественники владели в графстве Марч. В 1452—1453 годах он вошел в состав шотландского парламента как лорд Хейлс.
Патрик Хепберн был одним из инициаторов заключения перемирий с Англией в 1449, 1451—1457 и 1459 годах. 20 мая 1452 года он получил должность шерифа Берикшира.

## Семья и дети
Был женат на Елене Уоллес, от брака с которой имел пять сыновей и три дочери:
- Адам Хепберн (? — 1479), мастер Хейлса
- Патрик Хепбурн
- Александр Хепберн, шериф Эдинбурга (1483—1485)
- Джон Херберн, приор в Сент-Андрусе
- Джордж Хепберн, декан Данкелда
- Маргарет Хепберн, была трижды замужем
- Эвфимия Хепберн, муж — Андрю Макдауэлл
- Элизабет Хепберн, муж — Уильям Ландин

Внебрачный сын — Патрик Хепберн, ректор церкви в Линтоне (Хаддингстошир).